# Comunisti al sole
Comunisti al sole è un singolo di Antonello Venditti pubblicato il 30 maggio 2008, estratto dall'album Dalla pelle al cuore.

## Tracce
1. Comunisti al sole – 4:22